# 641
641 (DCXLI na numeração romana) foi um ano comum do século VII, do Calendário Juliano, da Era de Cristo, tendo início e fim em uma segunda-feira, com a letra dominical G. Segundo o horóscopo chinês, foi o ano do Boi.
| ano completo                         |
| ------------------------------------ |
| Ano comum com início à segunda-feira |

## Mortes
- Imperador Jomei - 34º imperador do Japão
- Heráclio - imperador bizantino